# 艾德·弗莱明
爱德华·鲁弗斯·弗莱明（英語：Edward Rufus Fleming，1933年7月25日—2002年4月10日），美国NBA联盟前职业篮球运动员。他在1955年的NBA选秀中第3轮第16顺位被罗切斯特皇家选中。